# Tarboro (North Carolina)
Tarboro is een plaats (town) in de Amerikaanse staat North Carolina, en valt bestuurlijk gezien onder Edgecombe County.

## Demografie
Bij de volkstelling in 2000 werd het aantal inwoners vastgesteld op 11.138.
In 2006 is het aantal inwoners door het United States Census Bureau geschat op 10.564, een daling van 574 (-5.2%).

## Geografie
Volgens het United States Census Bureau beslaat de plaats een oppervlakte van
25,3 km², waarvan 25,2 km² land en 0,1 km² water. Tarboro ligt op ongeveer 22 m boven zeeniveau.

## Plaatsen in de nabije omgeving
De onderstaande figuur toont nabijgelegen plaatsen in een straal van 16 km rond Tarboro.

## Geboren in Tarboro
- Ben Jones, acteur